# Heinrich Maschke

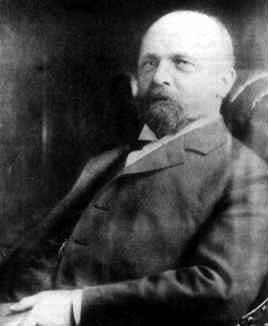
Heinrich Maschke

Heinrich Maschke (* 24. Oktober 1853 in Breslau; † 1. März 1908 in Chicago) war ein deutscher Mathematiker.

## Leben
Maschkes Vater war ein bekannter Arzt. Sohn Heinrich besuchte von 1863 bis 1872 das Maria-Magdalenen-Gymnasium in Breslau. Anschließend studierte er an der Universität in Heidelberg, musste aber 1873 wieder nach Breslau, um seinen einjährigen Militärdienst abzuleisten. In Berlin setzte er dann sein Studium fort. 1878 legte er dort das Examen für das höhere Lehramt ab. Doch er strebte eine Dozentur an einer Universität an. So ging er zunächst nach Göttingen, wo er 1879 an der Philosophischen Fakultät promovierte. Als er feststellte, dass ein Lehramt an einer Universität für ihn zunächst aussichtslos war, ging er 1880 als Lehrer an das Luisenstädtische Gymnasium in Berlin. Die Tätigkeit als Lehrer an einem Gymnasium ließ ihn persönlich zwar zu dem Schluss kommen, dass er im falschen Beruf tätig sei, doch in Wirklichkeit war er ein ausgesprochen guter Lehrmeister. 1886/87 ließ er sich beurlauben und ging wieder nach Göttingen. Bei Felix Klein traf er auf seinen Berliner Kommilitonen Oskar Bolza, mit dem ihn später eine enge Freundschaft verband. Maschke veröffentlichte 1887 seine erste wissenschaftliche Arbeit. Er ging zwar noch einmal nach Berlin zurück und tat dort seine Pflicht als Mathematiklehrer, 1889 entschloss er sich jedoch, die Magistertätigkeit endgültig aufzugeben. Sein Freund Bolza war inzwischen in den USA und hatte einen Ruf zur Clark University in Worcester (Massachusetts) erhalten.
Maschke, der am liebsten auch gleich in die USA gegangen wäre, wurde von Bolza gewarnt, dass es so leicht nicht sei, in akademischen Positionen Fuß zu fassen. Maschke studierte daher zusätzlich Elektrotechnik in Berlin und anschließend in Darmstadt. 1891 emigrierte er in die USA und arbeitete zunächst ein Jahr in einer Firma für elektrische Instrumente im Staat New Jersey. 1890 wurde die Universität von Chicago gegründet. Bolza gehörte zu den ersten Dozenten und er sorgte dafür, dass auch Maschke nach Chicago kam. Zusammen mit dem Leiter der mathematischen Fakultät, Eliakim Moore, setzten sie sich intensiv für eine auf Forschung ausgerichtete mathematische Ausbildungsstätte ein. Maschke wurde 1896 associate professor und 1907 full professor.
Er korrespondierte weiter mit Klein in Göttingen. Maschke veröffentlichte 1896 seine Arbeit „Über den arithmetischen Charakter der Coefficienten der Substitutionen endlicher linearer Substitutionsgruppen“. 1897 erschienen weitere Forschungsergebnisse: „Beweis des Satzes, dass diejenigen endlichen linearen Substitutionesgruppen, in welchen einige durchgehends verschwindende Coefficienten auftreten, intransitiv sind“.
Maschkes zweites Arbeitsfeld war die Differentialgeometrie. Neben Moore war es auch Maschkes Erfolg, dass der hervorragende Ruf der mathematischen Fakultät der Universität Chicago immer weiter gefestigt wurde. Durch Kleins Vermittlung erschien in „Mathematische Annalen“ ein wichtiger Beitrag auch in Deutschland. Seine Arbeiten und Forschungsergebnisse wurden unter anderem in „Transactions of the American Mathematical Society“ veröffentlicht. Nachdem Maschke von 1902 bis 1905 Council der American Mathematical Society war, wurde er 1907 deren Vizepräsident. Moore erkannte zunehmend, dass die Arbeitsweise von Klein in Göttingen  über Bolza und Maschke auch großen Einfluss auf seine Arbeit in Chicago hatte. Er schrieb an Klein im Jahre 1904:
„Certainly in the domain of mathematics German scholars in general and yourself in particular have played, by way of example and counsel and direct and indirect inspiration, quite a leading role in the development of creative mathematicians in this country ...“
Nach ihm ist der Satz von Maschke benannt.